# Lista zabytków Los Angeles w rejonie Hollywood
Lista zabytków znajdujących się w Los Angeles w dzielnicy Hollywood. Na tej liście znajdują się zabytki położone w dzielnicach Hollywood, Griffith Park, Los Feliz i Little Armenia. Na tym obszarze mieści się ponad 145 zabytków o charakterze historyczno-kulturalnym.

## Zabytki historyczno-kulturalne
| HCM # | Nazwa punktu orientacyjnego                                              | Zdjęcie                                          | Data wpisania na listę | Miejscowość | Dzielnica         | Opis |
| ----- | ------------------------------------------------------------------------ | ------------------------------------------------ | ---------------------- | --- | ----------------- | --- |
| 12    | Hollyhock House                                                          |                                                  | 1 kwietnia 1963        | 4800 Hollywood Blvd. 34°05′59″N 118°17′40″W/34,099722 -118,294444                                                              | Little Armenia    | Dom zaprojektowany przez Franka Lloyda Wrighta dla Aline Barnsdall, zbudowany został w latach 1919 – 1921. |
| 20    | Two Stone Gates                                                          |                                                  | 24 maja 1963           | Westshire Dr. & Belden Beechwood Dr. 34°07′11″N 118°19′15″W/34,119722 -118,320833                                              | Hollywood         | Gates został zbudowany przez europejskich kamieniarzy na początku lat dwudziestych z okazji oficjalnego wejścia do Hollywoodland. |
| 33    | Barnsdall Arts Center (Residence "A")                                    |                                                  | 26 lutego 1965         | 4800 Hollywood Blvd. | Little Armenia    | |
| 34    | Barnsdall Art Park                                                       |                                                  | 26 lutego 1965         | 4800 Hollywood Blvd. | Little Armenia    | |
| 55    | Grauman’s Chinese Theatre                                                | Grauman’s Chinese Theater                        | 5 czerwca 1968         | 6925 Hollywood Blvd. 34°06′05″N 118°20′27″W/34,101389 -118,340833                                                              | Hollywood         | Teatr będący punktem orientacyjnym na Hollywood Boulevard |
| 58    | A&M Record Studio (Original Charlie Chaplin Studio)                      |                                                  | 5 lutego 1969          | 1416 N. La Brea Ave. | Hollywood         | Jedna z pierwszych wytwórni filmowych w Hollywood zbudowana w 1919 roku. |
| 67    | Cedar Trees                                                              |                                                  | 20 maja 1970           | Los Feliz Blvd. | Los Feliz         | Drzewa cedrowe zasadzone w 1916 roku dla upiększenia Los Feliz Boulevard na odcinku pomiędzy Riverside Drive a Western Avenue |
| 96    | Storer House                                                             |                                                  | 23 lutego 1972         | 8161 Hollywood Blvd. 34°06′03″N 118°22′01″W/34,100833 -118,366944                                                              | Sunset Hills      | Zaprojektowany przez Franka Lloyda Wrighta i Lloyda Wrighta w 1923 roku |
| 111   | Znak Hollywood na szczycie Mount Lee                                     |                                                  | 7 lutego 1973          | Na szczycie Mount Lee 34°08′02″N 118°19′17″W/34,133889 -118,321389                                                             | Beachwood Canyon  | Wzniesiony w roku 1923 przez jako reklama Hollywoodland, jeden z najbardziej znanych symboli Los Angeles |
| 112   | Wieś Tongva-Gabrieliño                                                   |                                                  | 7 marca 1973           | Fern Dell na terenie Griffith Park                                                                                             | Griffith Park     | Wieś Indian Tongva-Gabrieliño (odkryta przez archeologów w Fern Canyon Dell) |
| 123   | Lovell Health House                                                      |                                                  | 20 marca 1974          | 4616 Dundee Dr. 34°07′05″N 118°17′16″W/34,118056 -118,287778                                                                   | Los Feliz         | Dom został zaprojektowany w roku 1929 przez Richarda Neutrę w stylu międzynarodowym. Budynek ten jest punktem orientacyjnym w Los Feliz. |
| 126   | Franklin Avenue Bridge                                                   |                                                  | 17 kwietnia 1974       | | Los Feliz         | Most znany jest również pod nazwą Shakespeare Bridge |
| 130   | Samuel-Novarro House                                                     |                                                  | 17 lipca 1974          | 5609 Valley Oak Dr. 34°07′05″N 118°18′43″W/34,118056 -118,311944                                                               | Hollywood         | Budynek w stylu art déco zaprojektowany przez Lloyda Wrighta w latach dwudziestych. |
| 134   | Crossroads of the World                                                  |                                                  | 4 grudnia 1974         | 6678-6684 Selma Ave. 34°05′53″N 118°20′08″W/34,098056 -118,335556                                                              | Hollywood         | |
| 136   | Saint Mary of the Angels                                                 |                                                  | 4 grudnia 1974         | 4510 Finley Ave. 34°06′26″N 118°17′16″W/34,107222 -118,287778                                                                  | Los Feliz         | Kościół anglokatolicki zbudowany w 1930 roku. |
| 149   | Ennis-Brown House                                                        | Ennis House, 2005                                | 3 marca 1976           | 2607 Glendower Ave. 34°06′58″N 118°17′34″W/34,116111 -118,292778                                                               | Los Feliz         | Zaprojektowany przez Franka Lloyda Wrighta i Lloyda Wrighta |
| 151   | Chateau Marmont                                                          |                                                  | 24 marca 1976          | 8225 Marmont Ln. 34°05′53″N 118°22′07″W/34,098056 -118,368611                                                                  | Sunset Hills      | |
| 162   | William Mulholland Memorial Fountain                                     |                                                  | 6 października 1976    | Los Feliz Blvd. & Riverside Dr.                                                                                                |                   | |
| 163   | Site of First Walt Disney Studio                                         |                                                  | 6 października 1976    | 2701-2739 Hyperion Ave.; 2710-2746 Griffith Park Blvd.; 3616-3618 Monon St. 34°06′27,39″N 118°16′20,40″W/34,107608 -118,272333 |                   | W skład zabytku wchodzi również Szkoła Animacji Studia Walta Disneya istniejąca od 1935 do 1940, po drugiej stronie Hyperion Avenue. |
| 165   | Fire Station No. 27                                                      | Engine Co. No. 27, home of the Fire Dept. Museum | 20 października 1976   | 1355 N. Cahuenga Blvd. 34°05′45″N 118°19′47″W/34,095833 -118,329722                                                            | Hollywood         | |
| 168   | Griffith Observatory                                                     |                                                  | 17 listopada 1976      | 2500 E. Observatory Rd. 34°07′04″N 118°18′01″W/34,117778 -118,300278                                                           | Griffith Park     | John C. Austin i F.M. Ashley zaprojektowali to obserwatorium astronomiczne w stylu art déco |
| 175   | YWCA Hollywood Studio Club                                               | 2008 photo                                       | 4 maja 1977            | 1215-1233 Lodi Pl. 34°05′34″N 118°19′21″W/34,092778 -118,322500                                                                | Hollywood         | Internat dla młodych kobiet, które chciały zostać gwiazdami |
| 180   | Old Warner Brothers Studio                                               |                                                  | 21 września 1977       | 5800-5858 Sunset Blvd. |                   | Miejsce nakręcenia pierwszego filmu mówionego |
| 181   | Obelisk Monument: Burial Place of James B. Lankershim (North End of St.) |                                                  | 18 stycznia 1978       | Nichols Canyon Rd. 34°06′54″N 118°21′36″W/34,115000 -118,360000                                                                |                   | |
| 192   | Franklin Garden Apartments                                               |                                                  | 18 stycznia 1978       | 6915-6933 Franklin Ave. | Hollywood Heights | Zostały zburzone w dniu 7 stycznia 1978 |
| 193   | Pantages Theater                                                         |                                                  | 5 lipca 1978           | 6225-6249 Hollywood Blvd. 34°05′52″N 118°19′32″W/34,097778 -118,325556                                                         | Hollywood         | |
| 194   | Hollywood Walk of Fame                                                   |                                                  | 5 lipca 1978           | Hollywood Boulevard., pomiędzy Gower i Sycamore                                                                                | Hollywood         | |
| 198   | KCET Studios                                                             |                                                  | 20 września 1978       | 4391-4421 Sunset Blvd. 34°06′06″N 118°17′04″W/34,101667 -118,284444                                                            | Hollywood         | |
| 226   | Masquers Club Building                                                   |                                                  | 29 sierpnia 1979       | 1765 N. Sycamore Ave. 34°06′11″N 118°20′37″W/34,103056 -118,343611                                                             | Hollywood         | |
| 227   | Janes House                                                              |                                                  | 3 kwietnia 1980        | 6541 Hollywood Blvd. 34°06′06″N 118°19′56″W/34,101667 -118,332222                                                              | Hollywood         | |
| 231   | El Greco Apartments                                                      |                                                  | 9 kwietnia 1981        | 817 N. Hayworth Ave. 34°05′09″N 118°21′46″W/34,085833 -118,362778                                                              | Hollywood         | |
| 233   | Sunset Plaza Apartments                                                  |                                                  | 9 października 1980    | 1216-1220 Sunset Plaza Dr. | Hollywood         | Zburzony: 07-01-1987 |
| 234   | Taft House                                                               |                                                  | 3 listopada 1980       | 7771-7791 Sunset Blvd. | Hollywood         | Zburzony: 06-01-1982 |
| 235   | Bollman House                                                            |                                                  | 3 listopada 1980       | 1530-1534 N. Ogden Dr. 34°05′56″N 118°21′32″W/34,098889 -118,358889                                                            | Hollywood         | |
| 243   | Garden Court Apartments                                                  |                                                  | 28 kwietnia 1981       | 7021 Hollywood Blvd. | Hollywood         | |
| 246   | Residence at 1443-1447 N. Martel Avenue                                  |                                                  | 25 listopada 1981      | 1443-1447 N. Martel Ave. 34°05′49″N 118°21′03″W/34,096944 -118,350833                                                          | Hollywood         | |
| 247   | Samuel Freeman House                                                     |                                                  | 25 listopada 1981      | 1962 Glencoe Way 34°06′20″N 118°20′18″W/34,105556 -118,338333                                                                  | Hollywood         | Zaprojektowany przez Franka Lloyda Wrighta (1923) razem z Lloydem Wrightem |
| 248   | First United Methodist Church of Hollywood                               |                                                  | 4 grudnia 1981         | 6817 Franklin Ave. 34°06′15″N 118°20′19″W/34,104167 -118,338611                                                                | Hollywood         | |
| 260   | Edward's House                                                           |                                                  | 17 maja 1983           | 5642 Holly Oak Dr. 34°06′43″N 118°18′45″W/34,111944 -118,312500                                                                | Hollywood         | |
| 277   | Hollywood Masonic Temple                                                 | 2008 photo                                       | 12 czerwca 1984        | 6840 Hollywood Blvd. 34°06′04″N 118°20′24″W/34,101111 -118,340000                                                              | Hollywood         | |
| 285   | C.E. Toberman Estate                                                     |                                                  | 3 października 1984    | 1847 Camino Palmero 34°06′17″N 118°21′01″W/34,104722 -118,350278                                                               | Hollywood         | |
| 291   | Highland-Camrose Bungalow Village                                        |                                                  | 23 kwietnia 1985       | 2103 N. Highland Ave. 34°06′31″N 118°20′14″W/34,108611 -118,337222                                                             | Hollywood         | |
| 301   | Dorothy Arzner-Morgan Residence                                          |                                                  | 29 października 1986   | 2249 Mountain Oak Dr. |                   | Architekci krajobrazu: Florence Yoch i Louise Council (1933) |
| 303   | John C. Fremont Branch Library                                           |                                                  | 27 czerwca 1986        | 6121 Melrose Ave. 34°05′01″N 118°20′01″W/34,083611 -118,333611                                                                 |                   | |
| 314   | Cahuenga Branch Library                                                  |                                                  | 24 października 1986   | 4591 Santa Monica Blvd. 34°05′27″N 118°17′20″W/34,090833 -118,288889                                                           | East Hollywood    | Jedna z sześciu bibliotek zbudowanych z dotacji przyznanych od Andrew Carnegiego (najlepszy i najmniejszy); zaprojektowana przez architekta Clarence’a H. Russella; ukończona w 1916 roku ; jednokondygnacyjna w stylu włoskiego renesansu. |
| 315   | Villa Carlotta                                                           |                                                  | 28 października 1986   | 1913-1915 Tamarind Ave.; 5959 Franklin Ave. 34°06′19″N 118°19′10″W/34,105278 -118,319444                                       |                   | |
| 316   | William Stromberg Clock                                                  |                                                  | 7 stycznia 1987        | 6439 Hollywood Blvd. | Hollywood         | Zegar uliczny będący od 1927 roku punktem orientacyjnym na Hollywood Boulevard |
| 325   | Shulman House                                                            |                                                  | 26 sierpnia 1987       | 7875 Woodrow Wilson Dr. 34°07′23″N 118°22′04″W/34,123056 -118,367778                                                           |                   | Zaprojektowany przez Raphaela Soriano (1950), dla fotografa Juliusa Schulmana |
| 329   | Chateau Elysee                                                           |                                                  | 23 września 1987       | 5930 Franklin Ave. 34°06′16″N 118°19′08″W/34,104444 -118,318889                                                                |                   | Teraz Scientology Celebrity Centre |
| 334   | Security Trust and Savings Building                                      |                                                  | 18 grudnia 1987        | 6381 Hollywood Blvd. 34°06′06″N 118°19′45″W/34,101667 -118,329167                                                              |                   | |
| 336   | Hollywood Western Building                                               |                                                  | 6 stycznia 1988        | 5500 Hollywood Blvd. 34°06′06″N 118°18′34″W/34,101667 -118,309444                                                              |                   | |
| 343   | Avocado Trees                                                            |                                                  | 22 stycznia 1988       | 4400 Avocado St. (entire block)                                                                                                |                   | |
| 353   | Monterey Apartments                                                      |                                                  | 11 maja 1988           | 4600-4604 Los Fellz Blvd. 34°06′41″N 118°17′23″W/34,111389 -118,289722                                                         | Los Feliz         | |
| 382   | Falcon Studios                                                           |                                                  | 26 lipca 1988          | 5524 Hollywood Blvd. 34°06′04,37″N 118°18′37,81″W/34,101214 -118,310503                                                        |                   | |
| 390   | Jardinette Apartments                                                    |                                                  | 4 października 1988    | 5128 Marathon St. 34°05′05″N 118°18′35″W/34,084722 -118,309722                                                                 |                   | Zaprojektowany w latach dwudziestych przez Richarda Neutrę. |
| 397   | Roman Gardens                                                            |                                                  | 23 listopada 1988      | 2000 N. Highland Ave. 34°06′24″N 118°20′13″W/34,106667 -118,336944                                                             | Hollywood         | |
| 401   | Feliz Adobe                                                              |                                                  | 30 listopada 1988      | 4730 Crystal Springs Dr. 34°08′47″N 118°17′04″W/34,146389 -118,284444                                                          | Griffith Park     | |
| 406   | Magic Castle                                                             |                                                  | 17 stycznia 1989       | 7001 Franklin Ave. 34°06′16″N 118°20′30″W/34,104444 -118,341667                                                                | Hollywood         | |
| 421   | Lake Hollywood Reservoir (including Mulholland Dam)                      |                                                  | 31 marca 1989          | 2460 Lake Hollywood Dr. 34°07′29″N 118°20′05″W/34,124722 -118,334722                                                           |                   | |
| 435   | Andalusia Apartments                                                     |                                                  | 16 maja 1989           | 1471 Havenhurst Dr. 34°05′49″N 118°22′04″W/34,096944 -118,367778                                                               |                   | |
| 441   | Dunning House                                                            |                                                  | 31 maja 1989           | 1606-1616 N. Saint Andrews Pl.; 5552 Carlton Way 34°05′49″N 118°18′41″W/34,096944 -118,311389                                  |                   | |
| 445   | Courtney Desmond Estate                                                  |                                                  | 20 czerwca 1989        | 1801-1811 Courtney Ave. 34°06′12″N 118°21′27″W/34,103333 -118,357500                                                           |                   | |
| 448   | Whitley Court                                                            |                                                  | 13 grudnia 1988        | 1720-1728 Whitley Ave. 34°06′08″N 118°19′58″W/34,102222 -118,332778                                                            | Whitley Heights   | |
| 453   | Artisan's Patio Complex                                                  |                                                  | 17 października 1989   | 6727-6733 Hollywood Blvd. |                   | |
| 462   | Hollywood American Legion Post#43                                        |                                                  | 3 listopada 1989       | 2035 N. Highland Ave. 34°06′27″N 118°20′15″W/34,107500 -118,337500                                                             |                   | |
| 463   | Afton Arms Apartments                                                    |                                                  | 3 listopada 1989       | 6141 Afton Pl. 34°05′44″N 118°19′25″W/34,095556 -118,323611                                                                    | Hollywood         | |
| 474   | Little Nugget                                                            |                                                  | 26 stycznia 1990       | 5200 Zoo Dr. 34°09′15″N 118°18′28″W/34,154167 -118,307778                                                                      | Griffith Park     | |
| 475   | Highland Towers Apartments                                               |                                                  | 16 października 1990   | 1920-1928 N. Highland Ave. |                   | |
| 495   | El Capitan Theater Building                                              |                                                  | 12 czerwca 1990        | 6834-6838 Hollywood Blvd. | Hollywood         | |
| 508   | Gilmore Gasoline Service Station                                         |                                                  | 23 marca 1992          | 6800 Willoughby Ave. & 853-859 N. Highland Ave.                                                                                |                   | |
| 521   | Taggart House                                                            |                                                  | 15 marca 1991          | 2150-2158 Live Oak Dr. & 5423 Black Oak Dr.                                                                                    |                   | Zaprojektowany (dla teściowej) przez Lloyda Wrighta w latach dwudziestych |
| 527   | Residence at 1437 N. Martel Ave.                                         |                                                  | 2 kwietnia 1991        | 1437 N. Martel Ave. 34°05′49″N 118°21′02″W/34,096944 -118,350556                                                               |                   | |
| 535   | Hollywoodland's Historic Granite Retaining Walls and Stairs              |                                                  | 11 czerwca 1991        | Hollywoodland |                   | |
| 545   | Hollywood Roosevelt Hotel and Pool                                       |                                                  | 13 sierpnia 1991       | 7000 Hollywood Blvd. 34°06′04″N 118°20′30″W/34,101111 -118,341667                                                              |                   | |
| 553   | Midtown School                                                           |                                                  | 12 listopada 1991      | 4155 Russel Ave. |                   | |
| 559   | Thirteenth Church of Christ Scientist                                    |                                                  | 21 kwietnia 1992       | 1748-1780 N. Edgemont St |                   | |
| 563   | Headley-Handley House                                                    |                                                  | 14 lipca 1992          | 3003 Runyon Canyon Road | Hollywood         | Zaprojektowany przez Lloyda Wrighta w roku 1945. Przebudowany w 1966 roku. |
| 567   | Little Country Church of Hollywood                                       |                                                  | 2 października         | 1750 N. Argyle Ave. & 6151-61 Carlos Ave.                                                                                      |                   | |
| 572   | Hollywood Pacific Theatre                                                |                                                  | 9 lutego 1993          | 6423 Hollywood Blvd. 34°06′07″N 118°19′50″W/34,101944 -118,330556                                                              | Hollywood         | Znany także jako Warner Brothers Theatre albo Warner Cinerama |
| 592   | Philosophical Research Society                                           |                                                  | 3 marca 1994           | 3341-3351 Griffith Pk/3910-3918 Los Feliz                                                                                      | Los Feliz         | Gmach wzniesiony w stylu prekolumbijskim, zaprojektowany dla pisarza Manly’ego Palmera Halla, założyciela; Robert Stacy-Judd był głównym architektem.                                                                                       |
| 593   | Max Factor Make-Up Salon                                                 |                                                  | 26 kwietnia 1994       | 1666 N. Highland Ave. | Hollywood         | |
| 597   | Raymond Chandler Square                                                  |                                                  | 5 sierpnia 1994        | Cahuenga Ave. & Hollywood Blvd.                                                                                                | Hollywood         | |
| 603   | Villa Vallambrosa                                                        |                                                  | 27 września 1994       | 2074 Watsonia Terrace |                   | |
| 604   | Hollywood School for Girls (Women’s Club of Hollywood)                   |                                                  | 1 listopada 1994       | 1741-1751 N. La Brea Ave. |                   | |
| 616   | The Trianon and Neon Roof Sign                                           |                                                  | 23 czerwca 1995        | 1750-1754 N. Serrano Ave | Hollywood         | Architekt Leland Bryant zaprojektował apartmentowiec i neon na dachu w 1928 roku. |
| 617   | Hollywood Pilgrimage Memorial Monument                                   |                                                  | 25 lipca 1995          | 2580 Cahuenga Blvd. | Hollywood         | Zbudowany w roku 1923 na pamiątkę Christine Wetherill Stevenson, fundatorki Hollywood Bowl i John Anson Ford Amphitheatre; stalowy krzyż ma wysokość trzydziestu dwóch stóp.                                                                |
| 630   | Pierson Residence                                                        |                                                  | 13 listopada 1996      | 3124 Belden Dr. |                   | |
| 648   | Withers Residence                                                        |                                                  | 9 grudnia 1997         | 2731 Woodshire Dr. |                   | |
| 657   | Los Feliz Heights Steps                                                  |                                                  | 14 października 1998   | Cromwell Ave. & Bonvue Ave. | Los Feliz         | |
| 659   | Pacific Cinerama Dome Theatre and Marquee                                |                                                  | 18 grudnia 1998        | 6360 Sunset Blvd. 34°05′51″N 118°19′41″W/34,097500 -118,328056                                                                 | Hollywood         | |
| 664   | Broadway Department Store and Neon Sign                                  |                                                  | 29 września 1999       | 6300 W. Hollywood Blvd. | Hollywood         | |
| 665   | Hollywood Plaza Hotel and Neon Sign                                      |                                                  | 29 września 1999       | 1633 Vine St. | Hollywood         | |
| 666   | Taft Building and Neon Sign                                              |                                                  | 29 września 1999       | 6280 W. Hollywood Blvd. | Hollywood         | |
| 668   | Hillside House by Carl Maston                                            |                                                  | 29 września 1999       | 8707 St. Ives Dr. |                   | |
| 670   | Stahl House / Case Study House #22                                       |                                                  | 9 listopada 1999       | 1635 Woods Dr. |                   | Zaprojektowany przez Pierre’a Koeniga (1960) |
| 673   | The Outpost 11                                                           |                                                  | 17 listopada 1999      | 1851 Outpost Dr. |                   | |
| 674   | Jacobson House                                                           |                                                  | 25 lutego 2000         | 4520 Dundee Dr. | Los Feliz         | Architekt Edward H. Fickett, członek Amerykańskiego Instytutu Architektów, (1965) |
| 675   | Villa Elaine                                                             |                                                  | 25 lutego 2000         | 1241-1249 N. Vine St. |                   | |
| 681   | S.H. Woodruff Residence                                                  |                                                  | 14 czerwca 1999        | 3185 N. Durand Dr. 34°07′38″N 118°19′26″W/34,127222 -118,323889                                                                |                   | |
| 687   | Tornborg House                                                           |                                                  | 24 października 2000   | 1918 N. Tamarind Ave. 34°06′21″N 118°19′08″W/34,105833 -118,318889                                                             |                   | |
| 689   | Philip Chandler House                                                    |                                                  | 6 lutego 2001          | 2531 N. Catalina St. 34°06′54″N 118°17′51″W/34,115000 -118,297500                                                              |                   | |
| 690   | Elliot House                                                             |                                                  | 6 lutego 2000          | 4237 Newdale Dr. 34°06′22″N 118°16′55″W/34,106111 -118,281944                                                                  |                   | Zaprojektowany przez Rudolpha Schindlera (1930) |
| 702   | Hewitt Residence                                                         |                                                  | 31 lipca 2001          | 1543 N. Curson Ave. 34°05′57″N 118°21′19″W/34,099167 -118,355278                                                               |                   | |
| 714   | Don Carlos Apartments                                                    |                                                  | 24 kwietnia 2002       | 5226 Hollywood Blvd. |                   | |
| 715   | Lehman House                                                             |                                                  | 15 maja 2002           | 2720 Belden Dr. |                   | |
| 733   | The Garrick                                                              |                                                  | 23 października 2002   | 539 N. Sycamore Ave. |                   | |
| 755   | Vista Del Mar Steps                                                      |                                                  | 3 czerwca 2003         | Vista Del Mar Ave. & Holly Mount Dr.                                                                                           |                   | |
| 762   | Sowden House                                                             |                                                  | 13 sierpnia 2003       | 5121 Franklin Ave. 34°06′20″N 118°18′04″W/34,105556 -118,301111                                                                | Los Feliz         | Zaprojektowany przez Lloyda Wrighta w latach dwudziestych. |
| 769   | Toberman House                                                           |                                                  | 29 października 2003   | 1749 Harvard Blvd. 34°06′11″N 118°18′18″W/34,103056 -118,305000                                                                |                   | |
| 773   | El Cabrillo Apartments                                                   |                                                  | 16 grudnia 2003        | 1832-1850 Grace Ave. 34°06′18″N 118°19′54″W/34,105000 -118,331667                                                              |                   | |
| 775   | El Cadiz Apartments                                                      |                                                  | 27 kwietnia 2004       | 1721 N. Sycamore Ave. |                   | |
| 783   | Covert Cottages Bungalow Court                                           |                                                  | 24 marca 2004          | 938–944½ N. Martel Ave. |                   | |
| 784   | Paul Lauritz House                                                       |                                                  | 10 sierpnia 2004       | 3955 Clayton Ave. |                   | |
| 785   | Chemosphere House                                                        |                                                  | 10 sierpnia 2004       | 7776 Torreyson Dr. 34°07′39″N 118°22′07″W/34,127500 -118,368611                                                                |                   | Zaprojektowany przez Johna Lautnera (1960) |
| 799   | Chateau Des Fleurs                                                       |                                                  | 18 maja 2005           | 6626 Franklin Ave. |                   | |
| 801   | The Courtyard Apartments                                                 |                                                  | 1 czerwca 2005         | 1570 LaBaig Ave. |                   | |
| 812   | Wirin House                                                              |                                                  | 8 lipca 2005           | 2622 Glendower Ave. |                   | |
| 816   | Nirvana Apartments                                                       |                                                  | 13 lipca 2005          | 1775-1781 N. Orange Dr. |                   | |
| 817   | La Leyenda Apartments                                                    |                                                  | 13 lipca 2005          | 1735-1737 N. Whitley Ave. |                   | |
| 821   | Las Orchidas                                                             |                                                  | 14 września 2005       | 1903 N. Orchid Ave. 34°06′17″N 118°20′24″W/34,104722 -118,340000                                                               |                   | |
| 822   | Hellman House                                                            |                                                  | 14 września 2005       | 1845 N. Courtney Ave. 34°06′14″N 118°21′31″W/34,103889 -118,358611                                                             |                   | |
| 832   | Casa Laguna                                                              |                                                  | 25 stycznia 2006       | 1885-1883 S. Kingsley Dr.; 5200 W. Franklin Ave.                                                                               | Los Feliz         | |
| 833   | Grier House                                                              |                                                  | 25 stycznia 2006       | 2690 Hollyridge Dr. |                   | |
| 840   | Amsalem A. Ernst House                                                   |                                                  | 17 marca 2006          | 5670 Holly Oak Dr. |                   | |
| 842   | Ojai Apartments                                                          |                                                  | 10 maja 2006           | 1929-1933 N. Whitley Ave. 34°06′22″N 118°20′00″W/34,106111 -118,333333                                                         |                   | |
| 843   | Los Feliz Brown Derby                                                    |                                                  | 19 maja 2006           | 4500 W. Los Feliz Blvd. 34°06′41″N 118°17′15″W/34,111389 -118,287500                                                           | Los Feliz         | |
| 846   | B.A.G. Fuller House                                                      |                                                  | 16 sierpnia 2007       | 6887 West Alta Loma Terrace 34°06′36″N 118°20′18″W/34,110000 -118,338333                                                       | Hollywood         | |
| 852   | Wolff Residence                                                          |                                                  | 27 września 2006       | 8530 W. Hedges Pl. 34°05′47″N 118°22′41″W/34,096389 -118,378056                                                                | Sunset Hills      | Zaprojektowany przez Johna Lautnera |
| 857   | Capitol Records Tower and Rooftop Sign                                   |                                                  | 15 listopada 2006      | 1740-1750 N. Vine St.; 6236 W. Yucca St. 34°06′11″N 118°19′34″W/34,103056 -118,326111                                          | Hollywood         | Zaprojektowany przez Weltona Becketta (1956); pierwszy na świecie okrągły biurowiec |
| 859   | Orchard Gabels Cottage                                                   |                                                  | 6 lutego 2007          | 6516 W. Fountain Ave.; 1277 North Wilcox Ave.                                                                                  | Hollywood         | |
| 867   | Mayfair Apartments and Rooftop Neon Sign                                 |                                                  | 27 kwietnia 2007       | 1760 N. Wilcox Ave. 34°06′12″N 118°19′51″W/34,103333 -118,330833                                                               | Hollywood         | Wielorodzinny budynek mieszkalny w Hollywood; czteropiętrowy apartamentowiec zaprojektowany przez Williama Allena w 1925 roku. |
| 874   | Garber House                                                             |                                                  | 5 czerwca 2007         | 6060 Scenic Ave. 34°06′36″N 118°19′18″W/34,110000 -118,321667                                                                  | Hollywood         | |
| 876   | Hollywood Professional Building                                          |                                                  | 5 czerwca 2007         | 7046 Hollywood Blvd. 34°06′05″N 118°20′34″W/34,101389 -118,342778                                                              | Hollywood         | |
| 882   | The Fontenoy                                                             |                                                  | 25 lipca 2007          | 1811 North Whitley Ave. 34°06′12″N 118°20′00″W/34,103333 -118,333333                                                           | Hollywood         | |
| 896   | Harpel House#1                                                           |                                                  | 5 grudnia 2007         | 7764 W. Torreyson Dr. 34°07′40″N 118°22′03″W/34,127778 -118,367500                                                             | Hollywood         | Dom wybudowany dla spikera radiowego Willisa "Billa" Harpera przez znanego architekta, Johna Lautnera |
| 910   | Riverside-Zoo Drive Bridge, No. 53C1298                                  |                                                  | 30 stycznia 2008       | Zoo Dr. from Western Heritage Way to the end of Zoo Dr.                                                                        | Hollywood         | |
| 912   | Bukowski Court                                                           |                                                  | 26 lutego 2008         | 5124 W. DeLongpre Ave. 34°05′47″N 118°18′05″W/34,096389 -118,301389                                                            | Hollywood         | |
| 913   | Blackburn Residence                                                      |                                                  | 8 kwietnia 2008        | 4791 Cromwell Ave. 34°06′45″N 118°17′39″W/34,112500 -118,294167                                                                | Hollywood         | |
| 915   | Victor Rossetti Residence                                                |                                                  | 8 kwietnia 2008        | 2188 North Ponet Dr. 34°06′36″N 118°18′31″W/34,110000 -118,308611                                                              | Hollywood         | |
| 916   | Petitfils Residence                                                      |                                                  | 8 kwietnia 2008        | 4519 West Cockerham Dr. 34°06′52″N 118°17′27″W/34,114444 -118,290833                                                           | Hollywood         | |
| 921   | Yamashiro Restaurant                                                     |                                                  | 11 czerwca 2008        | 1999 Sycamore Ave. 34°06′21″N 118°20′31″W/34,105833 -118,341944                                                                | Hollywood Heights | Bracia Bernheimer wznieśli swoją rezydencję 250 stóp nad Hollywood Boulevard w roku 1914. Umieścili tam swą bezcenną kolekcję azjatyckich skarbów. Obecnie w tym budynku mieści się restauracja.                                            |
| 940   | North Vermont Avenue Moreton Bay Fig Trees                               |                                                  | 14 stycznia 2009       | N. Vermont Ave. between Los Feliz Blvd. and Aberdeen Ave. 34°06′48,77″N 118°17′26,51″W/34,113547 -118,290697                   | Los Feliz         | Trzydzieści dziewięć figowców wielkolistnych, posadzonych około 1913 roku, architektem tego krajobrazu był Wilbur Cook. |
| 942   | Griffith Park                                                            |                                                  | 27 stycznia 2009       | 34°08′03,39″N 118°17′54,87″W/34,134275 -118,298575                                                                             | Los Feliz         | Griiffith Park został założony przez Griffitha J. Griffitha i jest jednym z największych parków miejskich w Stanach Zjednoczonych o powierzchni wynoszącej 16,71 km².                                                                       |
| 947   | CBS Columbia Square Studios                                              |                                                  | 10 marca 2009          | 6121 Sunset Blvd. 34°05′52,99″N 118°19′21,49″W/34,098053 -118,322636                                                           | Hollywood         | Zbudowany w stylu międzynarodowym w roku 1938, zaprojektowany przez Williama Lescaze'a. |
| 956   | Villa Bonita                                                             |                                                  | 20 maja 2009           | 1817 N. Hillcrest Rd. 34°06′16,88″N 118°20′22,59″W/34,104689 -118,339608                                                       |                   | Siedmiopiętrowy apartamentowiec wzniesiony w 1929 roku. |

## Zabytki uznane przez państwo i naród
| Kod            | Nazwa punktu orientacyjnego                               | Zdjęcie                                             | Data wpisania    | Miejscowość | Dzielnica       | Opis |
| -------------- | --------------------------------------------------------- | --------------------------------------------------- | ---------------- | --- | --------------- | --- |
| 1004 (CHL 554) | Cecil B. De Mille Studio Barn (Paramount Studios)         |                                                     |                  | 2112 N. Las Palmas Ave. 34°06′30″N 118°20′10″W/34,108333 -118,336111                                                  | Hollywood       | |
| 1030           | Hollywood Palladium                                       |                                                     |                  | 6201 W. Sunset Blvd. 34°05′53″N 118°19′27″W/34,098056 -118,324167                                                     | Hollywood       | |
| 2178           | Hollywood Bowl                                            |                                                     |                  | 2301 N. Highland Ave. 34°06′45″N 118°20′19″W/34,112500 -118,338611                                                    | Hollywood       | Zaprojektowany przez Lloyda Wrighta, Franka Gehry’ego |
| 2196           | Whitley Heights Historic District                         |                                                     | 19 sierpnia 1982 | Roughly bounded by Franklin, Highland, Cahuenga, and Fairfield Aves. 34°06′27″N 118°20′03″W/34,107500 -118,334167     | Whitley Heights | Rezydencja wzniesiona w latach dwudziestych ubiegłego wieku, w górach nad Hollywood; kiedyś mieszkały w niej takie osobistości jak: Rudolph Valentino, Jean Harlow, Charlie Chaplin, Bete Davis, WC Fields i Gloria Swanson. |
| 2246           | Arthur Murray                                             |                                                     |                  | 7024 Hollywood Blvd.                                                                                                  |                 | |
| 2258           | Montecito Apartments                                      |                                                     | 18 lipca 1985    | 6650 Franklin Ave. 34°06′18″N 118°20′03″W/34,105000 -118,334167                                                       | Hollywood       | Budynek mieszkalny zbudowany w stylu art déco w którym mieszkali różni celebryci, w tym James Cagney, Mickey Rooney, Montgomery Clift i Ronald Reagan; później utworzono w nim tanie mieszkania dla seniorów.                |
| 2303           | U.S. Post Office--Hollywood Station                       |                                                     | 11 stycznia 1985 | 1615 N. Wilcox Ave. 34°06′00″N 118°19′50″W/34,100000 -118,330556                                                      | Hollywood       | Gmach urzędu pocztowego wzniesiony w 1937 roku w stylu art déco, jego architektem był Claud Beelman; dead letter repository for love letters to such Hollywood luminaries as Clark Gable, Judy Garland, and others           |
| 2308           | Hollywood Boulevard Commercial and Entertainment District | Hollywood Boulevard as taken from the Kodak Theatre | 4 kwietnia 1985  | 6200-7000 Hollywood Blvd., N. Vine St., N. Highland Ave. and N. Ivar St. 34°06′05″N 118°20′02″W/34,101389 -118,333889 | Hollywood       | Na Hollywood Boulevard mieszczą się takie zabytki jak: Grauman’s Chinese Theater, Hollywood Wax Museum, Pantages Theatre i Capitol Records Tower.                                                                            |
| 2382           | La Belle Tour                                             |                                                     | 22 stycznia 1988 | 6200 Franklin Ave. 34°06′19″N 118°19′24″W/34,105278 -118,323333                                                       | Hollywood       | Apartamentowiec w dzielnicy Hollywood; znany od wielu lat pod nazwą Hollywood Tower |
| 2444           | Precision Auto Repair                                     |                                                     |                  | 5618-5630 Hollywood Blvd.                                                                                             |                 | |
| 2453           | Franklin Townhouses                                       |                                                     |                  | 1852 Gramercy Pl. & 5620-5640 Franklin Ave.                                                                           |                 | |
| 2462           | Toberman Storage Company (Bekins Van and Storage)         |                                                     |                  | 1025 N. Highland Ave.                                                                                                 | Hollywood       | |
| 2463           | Residence at 637-657 N. Highland Avenue                   |                                                     |                  | 637-657 N. Highland Ave.                                                                                              | Hollywood       | |
| 2464           | Hollywood YMCA                                            |                                                     |                  | 1541-1553 N. Hudson Ave.; 6550-6600 Selma Ave.                                                                        | Hollywood       | |
| 2465           | I. Magnin & Company (Platos Retreat West)                 |                                                     |                  | 1560-1660 N. Ivar Ave.; 6336-6340 Hollywood Blvd.                                                                     | Hollywood       | |
| 2466           | Atkinson-Farnum-Swain Residence                           |                                                     |                  | 2003 N. La Brea Terrace                                                                                               | Hollywood       | |
| 2467           | Trianon Apartments                                        |                                                     |                  | 1750-1754 N. Serrano Ave.; 5357 Loma Linda Ave.                                                                       | Hollywood       | |
| 2470           | Nicholas Priester Building                                |                                                     |                  | 1103-1109 Vermont Ave.; 4701 Santa Monica Blvd.                                                                       | Hollywood       | |
| 2471           | Hollywood Presbyterian Medical Center                     |                                                     |                  | 1300-1322 N. Vermont Ave.; 4557-4617 Fountain                                                                         | Hollywood       | |
| 2703           | St. Andrews Bungalow Court                                |                                                     |                  | 1514-1544 N. St. Andrews Pl.                                                                                          | Hollywood       | |
| 2707           | Hollywood Forever Cemetery                                |                                                     |                  | 6000 Santa Monica Blvd. 34°05′20″N 118°19′09″W/34,088889 -118,319167                                                  | Hollywood       | "Cmentarz gwiazd". |